# III – 2015 Edition
I I I – 2015 Edition ist das 14. Videoalbum der englischen Pop-Band Take That. Als elftes Musikalbum umfasst es zugleich die zweite EP der Band. Diese umfasst vier neue Stücke, darunter die Single Hey Boy. Wie schon bei ihrer ersten EP Progressed (2011, bezogen auf vorige LP Progress), fügte die Band der EP als Bonusmaterial die vollständige Deluxe-Version des vorangegangenen Studioalbums III hinzu. Das Videoalbum des Sets enthält den vollständigen Mitschnitt eines ihrer „Take That Live 2015“-Konzerte in der Londoner O₂-Arena vom 19. Juni 2015. Die Box wurde am 20. November 2015 veröffentlicht.

## Hintergrund
Am 12. Mai 2015 kündigte die Band an, die Show vom 19. Juni 2015 in der O₂-Arena in London werde aufgezeichnet und als Konzertfilm aufbereitet. Der Konzertmitschnitt wurde vor der Heimvideoveröffentlichung noch während der laufenden Tour in über 20 Ländern weltweit, zum Teil live, im Kino übertragen. Ein Trailer von gut einer Minute wurde vor Tourneebeginn auf dem YouTube-Kanal und der Homepage der Gruppe veröffentlicht. In diesem Trailer wurde Material aus bereits gelaufenen Konzerten der Tour mit Behind-The-Scenes-Material aus der Progress Live Produktion zusammengeschnitten.
Die Tournee endete mit einem Konzert in Mailand, Italien, am 13. Oktober 2015. Drei Tage darauf, am 16. Oktober, brachte die Band ihre neue Single („Hey Boy“) heraus, ein zugehöriges Musikvideo ist auf der Homepage von Vevo zugänglich. Hiermit wurde auch die Veröffentlichung der Live-Aufnahmen als DVD zusammen mit einer aus vier neuen Songs bestehenden EP und der Deluxe-Version des Studioalbums angekündigt und zur Vorbestellung freigegeben.
Nach der Veröffentlichung des Sets stellte sich heraus, dass sämtliche DVDs beschädigt waren (Bild und Ton froren während des ersten Songs „I Like It“ für mehrere Sekunden ein). Universal startete eine Rückrufaktion über alle Händler. Der Fehler wurde behoben und die beschädigten Alben ersetzt. Parallel wurde die DVD noch einmal als Einzelstück auf den Markt gebracht.

## Titelliste
Die DVD umfasst den Mitschnitt eines vollständigen Konzertes der Take That Live 2015 Tournee, aufgenommen in der O2-Arena in London am 19. Juni 2015.
| Nr. | Titel                                           | Autor(en)                                                                                     | Album                      | Länge |
| --- | ----------------------------------------------- | --------------------------------------------------------------------------------------------- | -------------------------- | ----- |
| 1.  | Prologue (Instrumental)                         | - Gary Barlow - Howard Donald - Mark Owen - Jamie Norton - Ben Mark                           | für die Tournee komponiert | 10:35 |
| 2.  | I Like It (Hauptstimme: Barlow)                 | - Barlow, Donald, Owen - John Shanks                                                          | III (2014)                 | 5:10  |
| 3.  | Love Love (Hauptstimme: Barlow)                 | - Barlow, Donald, Owen - Jason Orange - Robbie Williams - Ure - Cross - Cann - Currie         | Progressed (2011)          | 3:45  |
| 4.  | Greatest Day (Hauptstimme: Barlow)              | - Barlow, Donald, Orange, Owen                                                                | The Circus (2008)          | 3:45  |
| 5.  | Get Ready For It (Hauptstimme: Barlow)          | - Barlow, Donald, Owen - Steve Robson                                                         | III (2014)                 | 3:47  |
| 6.  | Hold Up A Light (Hauptstimme: Owen)             | - Barlow, Donald, Orange, Owen - James Norton - Ben Mark                                      | The Circus (2008)          | 6:27  |
| 7.  | Patience (Hauptstimme: Barlow)                  | - Barlow, Donald, Orange, Owen - John Shanks                                                  | Beautiful World (2006)     | 3:26  |
| 8.  | The Garden Intro (Instrumental)                 | - Barlow, Donald, Owen                                                                        | für die Tournee komponiert | 2:25  |
| 9.  | The Garden (Hauptstimmen: Owen, Barlow, Donald) | - Barlow, Donald, Orange, Owen                                                                | The Circus (2008)          | 5:25  |
| 10. | Up All Night (Hauptstimme: Owen)                | - Barlow, Donald, Orange, Owen - James Norton - Ben Mark                                      | The Circus (2008)          | 3:07  |
| 11. | Said It All (Hauptstimme: Barlow)               | - Barlow, Donald, Orange, Owen - Steve Robson                                                 | The Circus (2008)          | 4:36  |
| 12. | Could It Be Magic (Hauptstimme: Barlow)         | - Barry Manilow - Anderson                                                                    | Take That & Party (1992)   | 4:22  |
| 13. | Let In The Sun (Hauptstimme: Barlow)            | - Barlow, Donald, Owen - Edvard Førre Erfjord - Gary Go - Cass Lowe - Henrik Barman Michelsen | III (2014)                 | 5:00  |
| 14. | Affirmation (Hauptstimme: Donald)               | - Barlow, Donald, Orange, Owen, Williams                                                      | Progressed (2011)          | 3:42  |
| 15. | The Flood (Hauptstimme: Donald, Barlow, Owen)   | - Barlow, Donald, Orange, Owen, Williams                                                      | Progress (2010)            | 4:52  |
| 16. | Flaws (Hauptstimme: Barlow)                     | - Barlow, Donald, Owen                                                                        | III (2014)                 | 3:28  |
| 17. | Relight My Fire (Hauptstimme: Barlow)           | - Hartman                                                                                     | Everything Changes (1993)  | 6:52  |
| 18. | Back For Good (Hauptstimmen: Barlow)            | - Barlow                                                                                      | Nobody Else (1995)         | 6:45  |
| 19. | Pray (Hauptstimme: Barlow)                      | - Barlow                                                                                      | Everything Changes (1993)  | 8:45  |
| 20. | Portrait (Hauptstimme: Barlow)                  | - Barlow, Donald, Owen                                                                        | III (2014)                 | 4:26  |
| 21. | These Days (Hauptstimme: Barlow)                | - Barlow, Donald, Owen - James Norton - Ben Mark                                              | III (2014)                 | 5:40  |
| 22. | Rule The World (Hauptstimme: Barlow)            | - Barlow, Donald, Orange, Owen                                                                | Beautiful World (2006)     | 4:32  |
| 23. | Shine (Hauptstimme: Owen)                       | - Barlow, Donald, Orange, Owen - Steve Robson                                                 | Beautiful World (2006)     | 6:03  |
| 24. | Never Forget (Hauptstimme: Donald)              | - Barlow                                                                                      | Nobody Else (1995)         | 7:01  |

Die CD umfasst neben der eigentlichen EP mit vier neuen Studiosongs (darunter die Single „Hey Boy“) auch die Deluxe-Edition von III mit drei Bonustracks.
| Nr. | Titel                                                  | Autor(en)                                                                                     | Produzent(en)     | Länge |
| --- | ------------------------------------------------------ | --------------------------------------------------------------------------------------------- | ----------------- | ----- |
| 1.  | These Days (Hauptstimmen: Barlow, Owen, Donald)        | - Gary Barlow - Mark Owen - Howard Donald - Jamie Norton - Ben Mark                           | Greg Kurstin      | 3:52  |
| 2.  | Let in the Sun (Hauptstimmen: Barlow, Donald)          | - Barlow, Donald, Owen - Edvard Førre Erfjord - Gary Go - Cass Lowe - Henrik Barman Michelsen | Stuart Price      | 3:39  |
| 3.  | If You Want It (Hauptstimme: Barlow)                   | - Barlow, Donald, Owen - Greg Kurstin                                                         | Kurstin           | 4:02  |
| 4.  | Lovelife (Hauptstimme: Owen)                           | - Barlow, Donald, Owen - Jamie Norton - Ben Mark                                              | Price             | 3:35  |
| 5.  | Portrait (Hauptstimme: Barlow)                         | - Barlow, Donald, Owen                                                                        | Price             | 3:34  |
| 6.  | Higher than Higher (Hauptstimme: Barlow)               | - Barlow, Donald, Owen - Mattias Larsson - Robin Fredriksson - Joe Janiak                     | Mattman and Robin | 4:06  |
| 7.  | I Like It (Hauptstimmen: Donald, Owen, Barlow)         | - Barlow, Donald, Owen - John Shanks                                                          | Price             | 4:22  |
| 8.  | Give You My Love (Hauptstimme: Donald)                 | - Barlow, Donald, Owen                                                                        | Price             | 2:49  |
| 9.  | Freeze (Hauptstimmen: Barlow, Owen, Donald)            | - Barlow, Donald, Owen                                                                        | Kurstin           | 4:01  |
| 10. | Into the Wild (Hauptstimme: Owen)                      | - Barlow, Donald, Owen - Gary Go - John Martin                                                | Price             | 3:52  |
| 11. | Flaws (Hauptstimme: Barlow)                            | - Barlow, Donald, Owen                                                                        | Shanks            | 3:33  |
| 12. | Get Ready for It (Hauptstimme: Barlow)                 | - Barlow, Donald, Owen - Steve Robson                                                         | Shanks            | 3:39  |
| 13. | Believe (Hauptstimme: Owen)                            | - Barlow, Donald, Owen - Jamie Norton - Ben Mark                                              | Shanks            | 4:20  |
| 14. | Amazing (Hauptstimme: Barlow)                          | - Barlow, Donald, Owen - John Shanks                                                          | Shanks            | 4:04  |
| 15. | Do it All for Love (Hauptstimme: Owen)                 | - Barlow, Donald, Owen - John Shanks                                                          | Shanks            | 4:18  |
| 16. | Hey Boy (Hauptstimme: Owen, Barlow)                    | - Barlow, Donald, Owen                                                                        | Jeff Lynne        | 3:44  |
| 17. | Will You Be There For Me (Hauptstimme: Barlow)         | - Barlow, Donald, Owen                                                                        |                   | 3:37  |
| 18. | Carry Me Home (Hauptstimmen: Barlow, Owen)             | - Barlow, Donald, Owen - Jamie Norton - Ben Mark                                              | Kurstin           | 4:16  |
| 19. | Bird In Your Hand (Hauptstimmen: Barlow, Owen, Donald) | - Barlow, Donald, Owen - Jamie Norton - Ben Mark                                              | Kurstin           | 3:21  |

## Mitwirkende
Die Angaben sind den Liner Notes von Polydor entnommen (Booklet).

### Musiker
- Gary Barlow – Keyboards (Titel 5, 8, 15), Klavier (11, 12, 15), Hörner (13), Streicher (13, 14), Programming (Bereich der Musikproduktion) (15)
- Greg Kurstin – Bass, Gitarre, Keyboards (Titel 1, 3, 9, 16), Schlagzeug (1, 3, 16)
- Stuart Price – Gitarre, Keyboards, Programming (Titel 2, 4, 5, 7, 8, 10)
- Cass Lowe, Edvard Førre Erfjord, Henrik Barman Michelsen – Gitarre (außer Michelsen), zusätzliche Schlagzeugprogrammierung und Keyboards (Titel 2)
- Mattman and Robin – Bass, Schlagzeug, Gitarre, Keyboards, Orgel, Schlaginstrumente, Programming (Titel 6)
- Joe Janiak – zusätzliche Backing Vocals (Titel 6)
- Aaron Redfield – Schlagzeug (Titel 9)
- John Martin – Gitarre (Titel 10)
- Gary Go – zusätzlicher Synthesizer (Titel 10)
- Thorne – zusätzliches Programming (Titel 10)
- Ben Mark – Gitarre (Titel 10, 11, 18), Bass (18), Keyboards (19)
- John Shanks – Bass, Gitarre, Keyboards (Titel 11–15), Appalachian Dulcimer (12)
- Victor Indrizzo – Schlaginstrumente (Titel 11–13), Schlagzeug (12, 13)
- Charlie Judge – Keyboards (Titel 11–13), Klavier und Synth-Streicher (13)
- Paul LaMalfa – Programming (Titel 11–13)
- Dan Chase – Programming (Titel 11, 12, 14, 15), Keyboards (11, 12, 15)
- Ryan Carline – Klavier (Titel 14)
- Jeremy Stacey – Schlagzeug (Titel 14)
- Perry Montague-Mason – Konzertmeister (Titel 14, 15)
- Kevin Holbrough, James Russell, Malcolm Strachan – Blechbläser (Titel 16)
- Phil Jewson – zusätzliche Keyboards (16), Blechblas- und Streichinstrumente (Titel 18)
- Josh Cumbee – Gitarre, Keyboards, Programming, zusätzliche Backing Vocals (Titel 17)
- Afshin Salmani – Keyboards und Programming (Titel 17)
- Jon Green – Keyboards und Klavier (Titel 18)
- Charlie Russell, Bradley Spence – Schlaginstrumente (Titel 18), Keyboards und Programming (18, 19)
- Jamie Norton – Keyboards (Titel 19)

### Produktion
- Jonathan Wild (10 Management) – Manager
- Greg Kurstin – Musikproduzent, Toningenieur (Titel 1, 3, 9, 16)
- Julian Burg – Ingenieur (Titel 1, 16), zusätzlicher Ingenieur (3, 9)
- Alex Pasco – zusätzlicher Ingenieur (Titel 1, 3, 9), Ingenieur (16)
- John Hanes – Tonmeister (Pre-Mix) (Titel 16)
- Stuart Price (Tracques, LA) – Produzent (Titel 2, 4, 5, 7, 8, 10), Tonmeister und Toningenieur (Mix) (2, 4)
- Ryan Carline – Ingenieur (Titel 2, 4, 5, 7, 8, 10), zusätzlicher Ingenieur (11–15), Toningenieur (Gesang)
- Mattman and Robin – Produzenten (Titel 6)
- John Shanks – Produzent (Titel 11–15)
- Shari Sutcliffe – Projektkoordinatorin und -kontraktorin (Titel 11–15)
- Paul LaMalfa – Ingenieur (Titel 11–15)
- Mike Horner, Phil Joly, Kyle Stevens – zweite Toningenieure (Titel 11–15)
- Lars Fox – Pro-Tools-Techniker und Ingenieur (Digital Engineering) (Titel 11–15)
- Will Malone – Arrangeur (Streicher) und Dirigent (Titel 14, 15)
- Isobel Griffiths – Orchester-Kontraktorin (Titel 14, 15)
- Manny Marroquin (Larrabee Studios, Universal City, CA) – Toningenieur (Mix) (Titel 1, 3, 5–7, 9–15)
- Chris Galland, Ike Schultz (Larrabee) – zweite Toningenieure (Mix) (Titel 1, 3, 5–7, 9–15)
- Andros Rodriguez – Toningenieur (Mix) (Titel 8)
- Afshin Salmani, Josh Cumbee – Produzenten, Toningenieure (Titel 17)
- Toby Gad – Koproduzent (Titel 17)
- Charlie Russell, Bradley Spence – Produzenten (Titel 18, 19), Toningenieure (Mix) (19)
- Tom Upex – Toningenieur (Titel 16, 18)
- Jonny Solway – zweiter Toningenieur (Titel 16, 18)
- Spike Stent – Toningenieur (Mix) (Titel 17, 18)
- Geoff Swan – zweiter Toningenieur (Mix) (Titel 17, 18)
- Austen Jux-Chandler – Toningenieur (Titel 18)
- Dave Kutch (The Mastering Place, NYC) – Toningenieur (Mastering)
- Dione Orrom – Produzentin (DVD)
- Matt Askem – Regisseur (DVD)
- Serpent Productions – Produktionsfirma (DVD)
- Polydor Ltd. (UK) (Universal Music) – Produktionsfirma (EP, Studioalbum, DVD)
- Warren Du Preez & Nick Thornton Jones – Fotografen
- Studio Fury – Design und Covergestaltung